# Studentenwerk Halle
Das Studentenwerk Halle ist eine Anstalt des öffentlichen Rechts (A.ö.R.) mit der Aufgabe, die Studierenden der zugeordneten Hochschulen zu betreuen, zu fördern und Dienstleistungen auf wirtschaftlichem, sozialem, gesundheitlichem, kulturellem und sportlichem Gebiet zu erbringen. Zurückblickend auf eine Geschichte seit 1918 ist das Studentenwerk Halle, noch vor dem Studentenwerk Dresden (gegründet am 4. Dezember 1919) und dem Studierendenwerk Bonn (19. September 1919) das älteste seiner Art.

## Geschichte
Am 8. Juli 1918 wurde der Verein Akademische Speiseanstalt e. V. in Halle gegründet. Erster Vorsitzender und zentrale Gründungsfigur war der brandenburger Theologe Wilhelm Lütgert. Vereinszweck war es Studierenden und anderen sich zu einem wissenschaftlich Zweck in Halle aufhaltenden Personen eine kostengünstige Verpflegung zu geben Gerade Studenten hatten gegen Ende und nach dem Ersten Weltkrieg, aufgrund der wirtschaftlichen Kiesen Probleme ihr Studium zu finanzieren und waren auf solche Hilfen angewiesen. Auf diesem Grund gründeten sich in den Folgejahren viele Studentenwerke als ähnliche Vereine.

Gründungsort des Vereins war das Gasthaus „Zur Tulpe“. Dieses wurde 1919 von der Universität aufgekauft und blieb ständiger Vereinssitz der Speiseanstalt. Aus diesem Grund nannte sie sich ab 1920 Akademische Speiseanstalt, Burse zur Tulpe e. V.
1921 schlossen sich die lokalen sich die Hilfsvereine und vorläufigen Studendwerke auf dem 4. Deutschen Studententag in Erlangen zur Wirtschaftshilfe der Deutschen Studentenschaft e. V. zusammen. Die Akademische Speiseanstalt hielt sich jedoch aus diesem Zusammenschluss heraus.
Im Jahr 1922 gründete sich auf Initiative des Berliner Philosophen Paul Menzer die „Wirtschaftshilfe für hallische Studierende e. V.“, welche den gleichen Vereinszweck verfolgte, jedoch die Studenten der Uni stärker einbeziehen und mit anderen, ähnlichen Vereinen und Wirtschaftsträgern stärker kooperieren wollte. Menzer war bereits 1920 und 1921 stellvertretender Vorsitzender des Akademischen Speiseanstalt und hatte deshalb schon Erfahrung mit wohltätiger Arbeit. Trotz dessen stand Menzers, ab 1925 in „Hallische Studentenhilfe“ umbenannter Verein stets im Schatten der etablierten Speiseanstalt Lüdgerts.
Ein stetiges Ziel Paul Menzers war es, das Tulpengebäude in einen modernes Studentenhaus umzuwandeln. Dabei standen der Studentenhilfe auch die Speiseanstalt zur Seite. Letztere schaffte es jedoch nicht, die benötigten Mittel zu bekommen und erstere war im Allgemeinen zu finanzschwach. Am 1. Juni 1927 beschlossen beide Vereine ihre Vorstände zu fusionieren, sodass Paul Menzer Wilhelm Lütgert als Vorsitzenden der Speiseanstal ablöste- Mit der Finanzkraft beider Vereine und der Hilfe der Wirtschaftshilfe der deutschen Studierendenschaft in Dresden konnte Menzer sein Vorhaben umsetzen, wodurch 1928 das Tulpengebäude renoviert wurde.
Paul Menzer beschränkte seine wohltätige Arbeit nun auf die etabliertere Speiseanstalt, weswegen der zweite Verein stetig unbedeutender wurde. Aus diesem Grund löste sich die Hallische Studentenhilfe am 13. März 1931 selbst auf. Vermögen und Vereinsbestände gingen gänzlich an die Speiseanstalt. Im selben Jahr nannte sich die Akademische Speiseanstalt in „Hallisches Studentenwerk, Burse zur Tulpe“ um, blieb im Großen und Ganzen jedoch der gleiche Verein.
Im Jahr 1933 wurde Menzer durch rechtsextreme Studenten und Kollegen genötigt den Vorsitz des Studentenwerks aufzugeben. Er wurde durch den nationalsozialistischen Agrarökonom Emil Woermann ersetzt. Am 13. September 1938 wird der Verein im Zuge der Durchsetzung des Reichstudenwerksgesetz aus dem Vereinsregister gelöscht.
In der DDR waren die Aufgaben Verpflegung, Wohnheimbewirtschaftung, Beratung etc. in ihrer Gesamtheit den jeweiligen Hochschulen zugeordnet und wurden Anfang 1990 herausgelöst. So nahmen gemäß der Verordnung zur Errichtung von Studentenwerken vom 18. September 1990 diese Wirtschaftskörper ihre Arbeit auf. Auch das Studentenwerk Halle gründete sich in der Tradition des zwischenkriegszeitlichen Studentenwerks neu.
Das Studentenwerk Halle arbeitet nach den Grundsätzen der Gemeinnützigkeit und der Selbstverwaltung und betreut derzeit rund 30.000 Studierende an den Hochschulen im südlichen Teil Sachsen-Anhalts.

## Gesetzliche Grundlage und Aufgaben
Der Landtag von Sachsen-Anhalt hat am 16. Februar 2006 das „Gesetz über die Studentenwerke im Land Sachsen-Anhalt“ (StuWG) beschlossen und in Kraft gesetzt. Es bestimmt die Rechtsform, legt die Aufgaben sowie die Zuständigkeiten fest und regelt das Handeln der Organe des Studentenwerkes.

## Betreute Hochschulen
Das Studentenwerk Halle betreut die Studierenden der:
- Martin-Luther-Universität Halle-Wittenberg
- Burg Giebichenstein Kunsthochschule Halle
- Hochschule Merseburg
- Hochschule Anhalt
- Evangelische Hochschule für Kirchenmusik Halle (nur BAföG).

## Ausbildungsförderung (BAföG & Co.)
Das Bundesgesetz über die individuelle Förderung der Ausbildung (BAföG) wurde 1971 ins Leben gerufen. Seither sichert es den Lebensunterhalt von Studierenden, sofern ihnen dies aus eigener Kraft beziehungsweise auch mit Hilfe der Eltern nicht möglich ist. Das Amt für Ausbildungsförderung berät zu allen Fragen rund um das BAföG und weiteren Studienfinanzierungsmöglichkeiten. Neben der Bearbeitung der Anträge auf Ausbildungsförderung der betreuten Studierenden erfolgt im Amt für Ausbildungsförderung in Halle auch die deutschlandweite Bearbeitung des Auslands-BAföG für das Land Finnland.

## Hochschulgastronomie
Die Einrichtungen der Hochschulgastronomie haben die Aufgabe, eine ernährungsphysiologisch ausgewogene und preisgünstige, aber qualitativ hochwertige Verpflegung anzubieten. Das betrifft insbesondere die Mittagsmahlzeiten in den Mensen. Zudem dienen Cafeterien der Zwischenversorgung am Vor- und Nachmittag und ergänzen das Mittagsangebot in den Mensen.

## Studentisches Wohnen
Das Studentenwerk Halle bewirtschaftet insgesamt 28 Wohnheime mit über 3.500 Wohnplätzen für Studierende. Durch die kontinuierliche Sanierung sind heute fast alle Wohnheime auf modernstem Stand und bieten eine Vielfalt an Wohnformen von größeren Wohngemeinschaften bis zu Einzelappartements.

Alle Wohnheime haben einen Internetzugang, der in den meisten Fällen über das Datennetz der zugehörigen Hochschule erfolgt, so dass eine Bandbreite weit über DSL-Niveau zur Verfügung steht.
Eine Besonderheit gegenüber anderen Anbietern ist die Komplettmiete, in der die Betriebskosten immer schon einkalkuliert sind. Ein böses Erwachen durch eine Nebenkostenabrechnung ist somit für die jungen Studierenden ausgeschlossen.

## Soziale Dienste
Das Studentenwerk bietet den Studierenden einen umfassenden Service bei der Bewältigung psychosozialer, sozialer und finanzieller Schwierigkeiten im Studienumfeld. Neben der Bereitstellung eines vernetzten Informations- und Beratungsangebotes hilft das Studentenwerk auch durch die Vergabe von Eigenmitteln (Finanzbeihilfe, Buch- und Lernmittelbeihilfen, Freitische und vieles mehr).

## Organe
Die Akademische Speiseanstalt war ab 1918 gänzlich wie ein Verein organisiert. Es gab eine Mitgliederversammlung und einen Vorstand. Der Vorstand bestand folgenden Ämtern:
- Der Vorsitzende: Satzungsgemäß an Wilhelm Lütgert vergeben (bis dieser zurücktritt, stirbt oder Halle verlässt)
- Der stellvertretende Vorsitzende: Satzungsgemäß stets der Rektor der Universität Halle
- Beisitzer: Satzungsgemäß stets der Kurator der Universität Halle
- Beisitzer: Satzungsgemäß stets der Universitätsrichter der Universität Halle
- Besitzer: Satzungsgemäß ein Vertreter der Studenten der Universität Halle (Auf Wunsch des Vorstandes).

Ab 1927 ändert sich Konstellation des Vorstandes und dieser wird nun von der Mitgliederversammlung gewählt. Es gibt jedoch Voraussetzungen für die Wahl. Vorsitzender ist ein Dozent der Universität. Zudem gibt es noch zwei stellvertretende Vorsitzende, deren Posten zum einen von einem Student, zum anderen von einer der Wirtschaft nahestehenden Person besetzt werden. Der Rest waren frei wählbare Beisitzer.
Nach der Neugründung 1990 war das Studentenwerk ein Anstalt öffentlichen Rechts. Seine Organe sind der Verwaltungsrat und der Geschäftsführung.
Der Verwaltungsrat berät und entscheidet in allen Angelegenheiten von grundsätzlicher Bedeutung, insbesondere über den jährlichen Wirtschaftsplan. Weitere wichtige Aufgaben sind die Beschlussfassung über die Satzung sowie Erlass und Änderung der Beitragsordnung.
Die Geschäftsführung vertritt das Studentenwerk nach außen und führt die laufenden Geschäfte.
| Bild                                           | Name                                           | Amtszeit                                       | Fachrichtung                                   |                                                |                                                |
| Vorsitzende bis zur vorläufigen Auflösung 1938 | Vorsitzende bis zur vorläufigen Auflösung 1938 | Vorsitzende bis zur vorläufigen Auflösung 1938 | Vorsitzende bis zur vorläufigen Auflösung 1938 | Vorsitzende bis zur vorläufigen Auflösung 1938 | Vorsitzende bis zur vorläufigen Auflösung 1938 |
| ---------------------------------------------- | ---------------------------------------------- | ---------------------------------------------- | ---------------------------------------------- | ---------------------------------------------- | ---------------------------------------------- |
|                                                | Wilhelm Lütgert                                | 1918–1927                                      | Theologie                                      |                                                |                                                |
|                                                | Paul Menzer                                    | 1927–1933                                      | Philosophie                                    |                                                |                                                |
|                                                | Emil Woermann                                  | 1933–1938                                      | Agrarökonomie                                  |                                                |                                                |
| Geschäftsführende nach der Neugründung 1990    |                                                |                                                |                                                |                                                |                                                |
|                                                | Volkmar Thom                                   | 1996–2015                                      | Biologie                                       |                                                |                                                |
|                                                | Lydia Hüskens                                  | 2015–2021                                      | Geschichte                                     |                                                |                                                |
|                                                | Gabriele Luckow (Kommissarisch)                | 2021–2022                                      |                                                |                                                |                                                |
|                                                | Detlef Kohrs                                   | seit 06/2022                                   |                                                |                                                |                                                |